# Raul Seixas

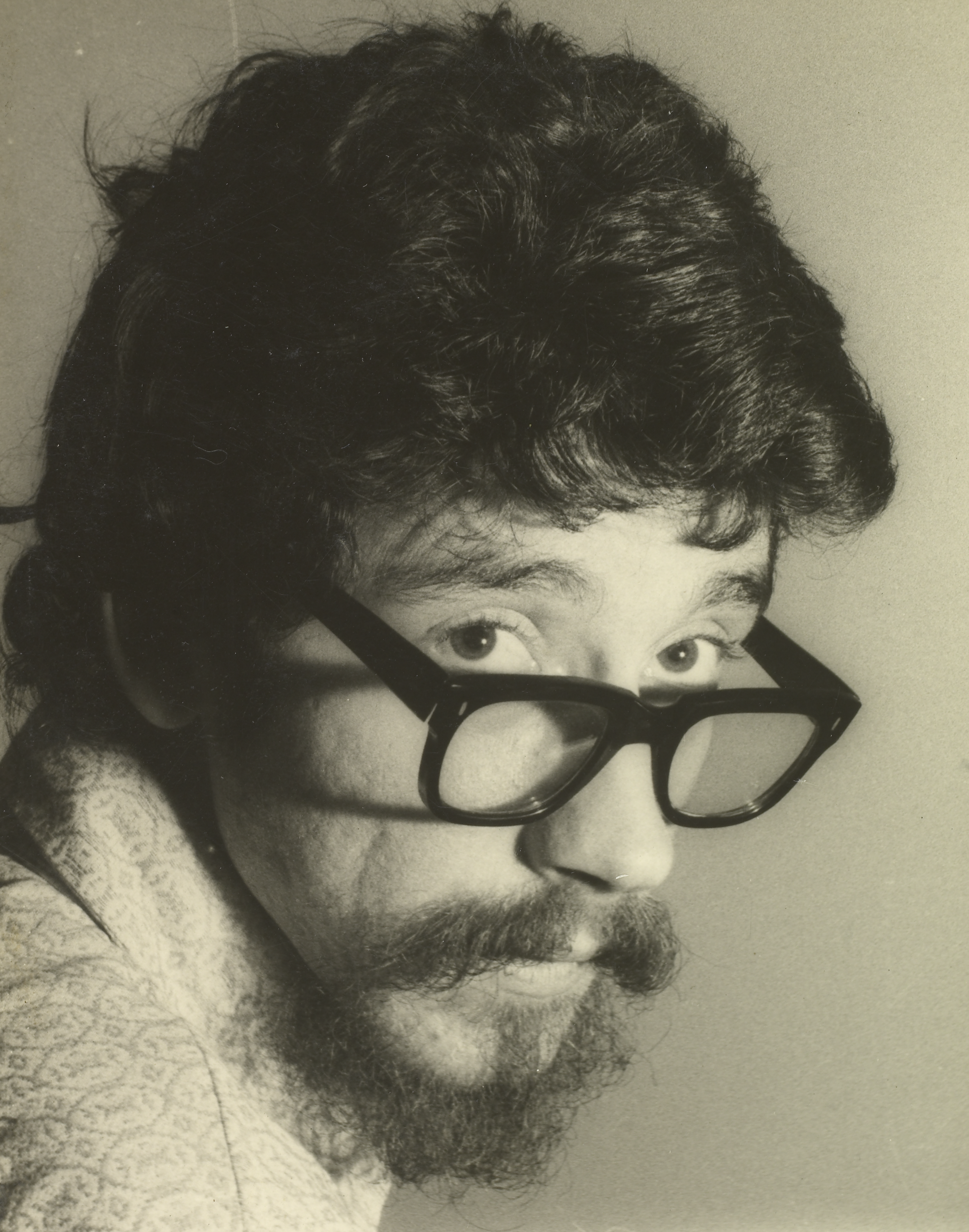
Raul Seixas, 1972

Raul Seixas (* 28. Juni 1945 in Salvador da Bahia; † 21. August 1989 in São Paulo) war ein brasilianischer Musiker.

## Leben
Am 28. Juni 1945 um 8 Uhr morgens wurde Raul Varella Seixas, der sich später Raul Santos Seixas nennen sollte, als Kind von Maria Eugênia Seixas, in Salvador da Bahia geboren. Drei Jahre später kam sein Bruder, Plínio Santos Seixas ebenfalls in Salvador, zur Welt. Schon früh begann er sich für die väterliche Bibliothek zu interessieren, entwickelte zugleich jedoch eine Abneigung gegen die Schule, die „nichts lehrte, das er wissen wollte“.
Er begann seine musikalische Karriere 1964 in der Band The Panters, die später als Raulzito e Os Panteras Bekanntheit erlangen sollte. Viele seiner Songtexte schrieb er zusammen mit dem, damals noch unbekannten, späteren Bestsellerautor Paulo Coelho. Sein erstes Album erfuhr keine besondere Resonanz in den Medien und verkaufte sich ausgesprochen schlecht, während das zweite, von  CBS aufgenommene, Album sein Verhältnis zur Plattenfirma entlastete. Die vierte LP bescherte Raul Seixas schließlich den großen Durchbruch. Währenddessen wurde er aufgrund seiner Involvierung in die alternative Bewegung („Sociedade Alternativa“) unter der brasilianischen Militärdiktatur festgenommen und durch die DOPS (Departamento de Ordem Política e Social – Abteilung für Politische und Soziale Ordnung) gefoltert, woraufhin er ins Exil ging. Der Erfolg seiner LP und des Stücks „Gita“, das ihm eine Goldene Schallplatte einbrachte, veranlasste ihn jedoch, nach Brasilien zurückzukehren.
Raul brachte ein weiteres Album bei CBS heraus, das kein großer Erfolg wurde, sowie drei weitere bei WEA, die von der Öffentlichkeit gefeiert, aber von den Kritik wenig gelobt wurden.
Die letzte Platte, die er herausbringen sollte, entstand in Zusammenarbeit mit Marcelo Nova und kam zwei Tage vor seinem Tod heraus. Raul Seixas verstarb am 21. August 1989 um 9 Uhr morgens an Herzversagen. Sein Alkoholismus, verschlimmert durch die Tatsache, dass er Diabetiker war, hatte bei ihm eine tödliche Bauchspeicheldrüsenentzündung verursacht. Seixas war fünfmal verheiratet und Vater von drei Töchtern.

## Nachwirkung
Selbst 20 Jahre nach seinem Tod wird er von vielen Brasilianern als eine Legende des Rocks und der Anarchie in Brasilien angesehen und ist weiterhin erfolgreich. Der Großteil seiner Alben wurde auf CD wieder herausgebracht und unter Erwachsenen wie Jugendlichen ist er durchgehend beliebt. Statistisch unbewiesen, jedoch naheliegend ist die Behauptung, er sei im brasilianischen Volk nicht weniger bekannt als sein großes Idol, Elvis Presley.

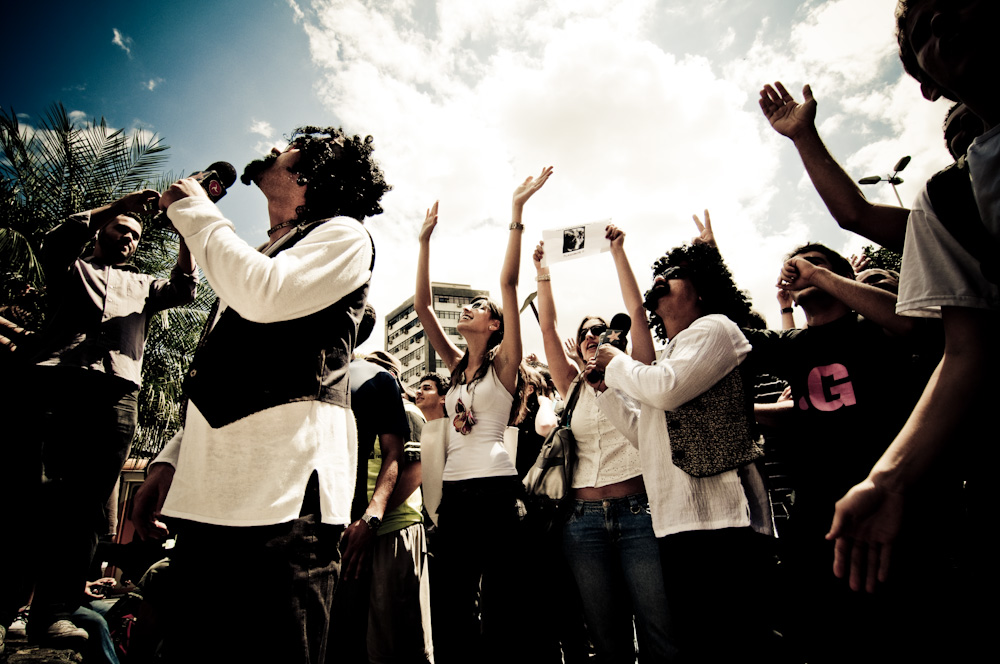
Raul Seixas Festival 2009 in Belo Horizonte

In Deutschland ist Raul Seixas nahezu unbekannt. Wer sich jedoch mit südamerikanischer oder speziell brasilianischer Musik auseinandersetzt, stößt schnell auf seinen Namen. Die meisten seiner CDs sind auch in Deutschland erschienen.
Im Film City of God kam der Song Metamorfose Ambulante vor, der auch auf dem Soundtrack (2002) erschienen ist.

## Diskografie

### Zu Lebzeiten
- 1968: Raulzito e os Panteras
- 1971: Sociedade da Grã-Ordem Kavernista apresenta: Sessão das 10
- 1973: Os 24 maiores Sucessos da Era do Rock
- 1973: Krig-ha, bandolo!
- 1974: Gita
- 1975: 20 Anos de Rock
- 1975: Novo Aeon
- 1976: Há dez mil Anos atrás
- 1977: Raul Rock Seixas
- 1977: O Dia em que a Terra Parou
- 1978: Mata Virgem
- 1979: Por quem os Sinos Dobram
- 1980: Abre-te Sésamo
- 1983: Raul Seixas
- 1983: Raul Seixas ao Vivo – Único e Exclusivo
- 1984: Metrô Linha 743
- 1985: Let me Sing my Rock and Roll
- 1986: Raul Rock Seixas – Volume 2
- 1987: Uah-Bap-Lu-Bap-Lah-Béin-Bum!
- 1988: A Pedra do Gênesis
- 1989: A Panela do Diabo

### Postum
- 1991: Eu, Raul Seixas (Live – Show am Strand von Gonzaga, Santos/SP *1982)
- 1992: O Baú do Raul
- 1993: Raul Vivo (Live – Shows in São Paulo 1983)
- 1994: Se o Rádio não toca (Live – Show in Brasília 1974)
- 1998: Documento
- 2003: Anarkilópolis

### Spezialeditionen
- 1995: Raul/Série Grandes Nomes (Box mit 4 CDs und illustriertem Booklet)
- 2002: Maluco Beleza (Box mit 6 CDs und illustriertem Booklet)